# Javier Mazzoni
Javier Gustavo Mazzoni (Buenos Aires, 4 de febrero de 1972), más conocido como la Chancha es un exfutbolista argentino. Jugaba de delantero y logró destacarse en el Club Atlético Independiente.

## Trayectoria
Aunque hizo su formación en las divisiones inferiores de Independiente, comenzó su carrera como profesional en el año 1991 jugando para Dock Sud. Su gran talento y habilidad le permitieron regresar a Independiente en el año 1994. Al principio no tuvo demasiadas oportunidades, eclipsado por las grandes actuaciones de Sebastián Rambert y Albeiro Usuriaga, figuras de la conquista roja en el Torneo Clausura de 1994.
Luego, tras el éxodo de ambos jugadores, las puertas se abrieron para este jugador. Fue partícipe necesario de la revalidación del título de la Supercopa Sudamericana 1995, aportándole 4 goles a su equipo en el trayecto hacia la conquista del título. Sin embargo lo que lo destacaría ese año fue el gol que anotó en el triunfo de Independiente ante Gimnasia y Esgrima La Plata en la última fecha del Torneo Clausura de 1995, lo que les impidió a los platenses consagrarse campeones y le dio el título a San Lorenzo, en una de las definiciones más apasionantes que tuvo el fútbol argentino en la década de 1990. Seguidores de Estudiantes de La Plata lo homenajearon posteriormente, debido a que su actuación le arrebató la gloria a su tradicional adversario.
A mediados de 1996, Mazzoni comenzó su excursión europea. El club francés Nantes adquirió sus servicios, pero en su primera temporada allí, tuvo muy pocas oportunidades para jugar, motivo por el cual intentó infructuosamente retornar al fútbol argentino para jugar en Racing Club, club del cual es hincha. En 1998 recalaría en el equipo suizo del Lausanne. Allí permaneció dos años y medio, siendo contratado en enero de 2001 por el Racing de Santander, club que peleaba por no descender de la Primera División de España. Pese a todo, los santanderinos finalmente perdieron la categoría, pero Mazzoni permaneció un año más en el club para ayudarlo a retornar a la élite del fútbol español.
Tras un frustrado fichaje con el Córdoba CF y un breve paso por Brasil jugando para el Figueirense, en enero de 2003 retornó a la Segunda División de España como refuerzo del Polideportivo Ejido.
Posteriormente fue repatriado por Olimpo, haciendo así su retorno a la Primera División de Argentina tras varios años de ausencia.
En julio de 2004 fue fichado por Arsenal de Sarandí, que era dirigido en la época por Jorge Burruchaga.
Mazzoni volvió a dejar su país para unirse al Montevideo Wanderers de Uruguay en agosto de 2005.
Otro excompañero suyo en Independiente, Diego Cagna, lo convenció para que juegue en Tigre, que militaba en la Segunda División por el año 2006. Mazzoni jugó en Tigre hasta que el equipo logró el ascenso a primera en 2007, allí se retiró a los 35 años de edad.
En 2014, con 42 años de edad, volvió a jugar competitivamente al unirse a Atlético Ranchos de la Liga Chascomunense de Fútbol.

## Clubes
| Club                 | País      | Año         |
| -------------------- | --------- | ----------- |
| Dock Sud             | Argentina | 1991 - 1994 |
| Independiente        | Argentina | 1994 - 1996 |
| Nantes               | Francia   | 1996 - 1998 |
| Lausanne             | Suiza     | 1998 - 2000 |
| Racing de Santander  | España    | 2001 - 2002 |
| Figueirense          | Brasil    | 2002        |
| Polideportivo Ejido  | España    | 2003        |
| Olimpo               | Argentina | 2003 - 2004 |
| Arsenal              | Argentina | 2004 - 2005 |
| Montevideo Wanderers | Uruguay   | 2005 - 2006 |
| Tigre                | Argentina | 2006 - 2007 |
| Atlético Ranchos     | Argentina | 2014        |